# Siedmiobój lekkoatletyczny
Siedmiobój – (heptatlon) dyscyplina lekkoatletyczna, składająca się z 7 konkurencji. Na otwartym stadionie rozgrywana wyłącznie przez kobiety (mężczyźni rozgrywają tam dziesięciobój) a w hali przez mężczyzn (kobiety w hali startują w pięcioboju).
Konkurencje siedmioboju kobiet na otwartym stadionie rozgrywane są w ciągu 2 dni w następującej kolejności:
- I dzień: bieg na 100 metrów przez płotki, skok wzwyż, pchnięcie kulą, bieg na 200 metrów,
- II dzień: skok w dal, rzut oszczepem, bieg na 800 metrów.

Konkurencje siedmioboju mężczyzn w hali rozgrywane są w następującej kolejności:
- I dzień:bieg na 60 metrów, skok w dal, pchnięcie kulą, skok wzwyż
- II dzień:bieg na 60 metrów przez płotki, skok o tyczce, bieg na 1000 metrów.

Konkurencje biegowe odbywają się seriami na czas. W konkurencjach technicznych przeprowadza się trzy kolejki, natomiast skok wzwyż (oraz skok o tyczce wśród mężczyzn) rozgrywany jest na normalnych zasadach. Wyniki uzyskane przez zawodniczki, przeliczane są na podstawie tabel wielobojowych na punkty i sumowane. Suma punktów decyduje o zajętym miejscu.
Siedmiobój lekkoatletyczny pojawił się na igrzyskach olimpijskich dopiero w 1984, wcześniej (1964-1980) wśród kobiet rozgrywany był pięciobój.

## Siedmiobój lekkoatletyczny kobiet (stadion)

### Najlepsze zawodniczki w historii
źródło: World Athletics

### Mistrzynie świata
- MŚ 1983 – Ramona Neubert (NRD)
- MŚ 1987 – Jackie Joyner-Kersee (USA)
- MŚ 1991 – Sabine Braun (Niemcy)
- MŚ 1993 – Jackie Joyner-Kersee (USA)
- MŚ 1995 – Ghada Shouaa (Syria)
- MŚ 1997 – Sabine Braun (Niemcy)
- MŚ 1999 – Eunice Barber (Francja)
- MŚ 2001 – Jelena Prochorowa (Rosja)
- MŚ 2003 – Carolina Klüft (Szwecja)
- MŚ 2005 – Carolina Klüft (Szwecja)
- MŚ 2007 – Carolina Klüft (Szwecja)
- MŚ 2009 – Jessica Ennis (Wielka Brytania)
- MŚ 2011 – Tatjana Czernowa (Rosja)
- MŚ 2013 – Hanna Melnyczenko (Ukraina)
- MŚ 2015 – Jessica Ennis-Hill (Wielka Brytania)
- MŚ 2017 – Nafissatou Thiam (Belgia)
- MŚ 2019 – Katarina Johnson-Thompson (Wielka Brytania)
- MŚ 2022 – Nafissatou Thiam (Belgia)
- MŚ 2023 – Katarina Johnson-Thompson (Wielka Brytania)

### Mistrzynie olimpijskie
- IO 1984 – Glynis Nunn (Australia)
- IO 1988 – Jackie Joyner-Kersee (USA)
- IO 1992 – Jackie Joyner-Kersee (USA)
- IO 1996 – Ghada Shouaa (Syria)
- IO 2000 – Denise Lewis (Wielka Brytania)
- IO 2004 – Carolina Klüft (Szwecja)
- IO 2008 – Natala Dobrynśka (Ukraina)
- IO 2012 – Jessica Ennis (Wielka Brytania)
- IO 2016 – Nafissatou Thiam (Belgia)
- IO 2020 – Nafissatou Thiam (Belgia)

### Znane siedmioboistki
- polskie:
  - Małgorzata Nowak
  - Urszula Włodarczyk
  - Maria Kamrowska
  - Magdalena Szczepańska
  - Karolina Tymińska
  - Kamila Chudzik
  - Adrianna Sułek-Schubert
- zagraniczne:
  - Kelly Sotherton (Wielka Brytania)
  - Eunice Barber (Francja)
  - Ludmyła Błonśka (Ukraina)
  - Sabine Braun (Niemcy)
  - Tatjana Czernowa (Rosja)
  - Heike Drechsler (Niemcy)
  - Jessica Ennis-Hill (Wielka Brytania)
  - Jackie Joyner-Kersee (USA)
  - Carolina Klüft (Szwecja)
  - Denise Lewis (Wielka Brytania)
  - Ramona Neubert (NRD)
  - Glynis Nunn (Australia)
  - Jelena Prochorowa (Rosja)
  - Ghada Shouaa (Syria)
  - Łarisa Turczinska (ZSRR)
  - Nafissatou Thiam (Belgia)
  - Katarina Johnson-Thompson (Wielka Brytania)
  - Anouk Vetter (Holandia)
  - Brianne Theisen-Eaton (Kanada)
  - Natala Dobrynśka (Ukraina)

### Polskie medalistki wielkich imprez
| złote medale |
| ------------ |

- Małgorzata Guzowska - Uniwersjada, Bukareszt 1981
- Małgorzata Guzowska-Nowak - Uniwersjada, Kobe 1985
- Urszula Włodarczyk - Uniwersjada, Buffalo 1993

| srebrne medale |
| -------------- |

- Urszula Włodarczyk - Uniwersjada, Sheffield 1991
- Urszula Włodarczyk - Mistrzostwa Europy, Budapeszt 1998
- Adrianna Sułek - Mistrzostwa Europy, Monachium 2022

| brązowe medale |
| -------------- |

- Maria Kamrowska - Uniwersjada, Sheffield 1991
- Urszula Włodarczyk - Mistrzostwa Europy, Helsinki 1994
- Kamila Chudzik - Mistrzostwa Świata, Berlin 2009
- Karolina Tymińska - Mistrzostwa Świata, Daegu 2011

### Polskie finalistki olimpijskie (1-8)
- 4. Urszula Włodarczyk 6.484 1996
- 4. Urszula Włodarczyk 6.470 2000
- 6. Karolina Tymińska 6.428 2008
- 8. Urszula Włodarczyk 6.333 1992

### Polskie finalistki mistrzostw świata (1-8)
- 3. Kamila Chudzik 6.471 2009
- 3. Karolina Tymińska 6.554 2011
- 4. Urszula Włodarczyk 6.452 1997
- 4. Adrianna Sułek 6.672 2022
- 5. Urszula Włodarczyk 6.394 1993
- 6. Urszula Włodarczyk 6.391 1991
- 7. Urszula Włodarczyk 6.287 1999

### Polki w pierwszych dziesiątkach światowych tabel rocznych
- 1981 - 6. Małgorzata Guzowska, 6.306
- 1985 - 3. Małgorzata Nowak, 6.616
- 1991 - 6. Urszula Włodarczyk, 6.425
- 1996 - 5. Urszula Włodarczyk, 6.484
- 1997 - 5. Urszula Włodarczyk, 6.542
- 1998 - 6. Urszula Włodarczyk, 6.460
- 1999 - 10. Urszula Włodarczyk, 6.287
- 2000 - 6. Urszula Włodarczyk, 6.470
- 2006 - 6. Karolina Tymińska, 6.402
- 2008 - 8. Kamila Chudzik, 6.494
- 2009 - 4. Kamila Chudzik, 6.471

## Siedmiobój lekkoatletyczny mężczyzn (hala)

### Najlepsi zawodnicy w historii
źródło: World Athletics